# Daniel Huwyler
Daniel Huwyler (nascido em 1 de fevereiro de 1963) é um ex-ciclista suíço. Competiu nos Jogos Olímpicos de Verão de 1984 em Los Angeles, onde fez parte da equipe suíça que terminou em sétimo lugar na perseguição por equipes de 4 km em pista.